# 大分県道669号阿蘇くじゅう公園線
大分県道669号阿蘇くじゅう公園線（おおいたけんどう669ごう あそくじゅうこうえんせん）は、大分県竹田市を通る一般県道である。

## 概要
竹田市久住町大字栢木（かやぎ）から竹田市久住町大字久住に至る。
九重山の南東山麓を走行する一般県道であり、大船山や中岳、久住山といった九重山の主要峰への登山口を有する。大分県が制定した、九重連山観光の循環道路「ぐるっとくじゅう周遊道路」の一部に全線が組み込まれている。また、沿線は阿蘇外輪山の北部でもあり、大分県内でも数少ない、阿蘇山が直接眺められる路線でもある。

### 路線データ
- 起点：大分県竹田市久住町大字栢木（小倉交差点、大分県道30号庄内久住線交点、大分県道412号久住高原野津原線起点）
- 終点：大分県竹田市久住町大字久住（国道442号交点）

## 路線状況

### 通称
- ぐるっとくじゅう周遊道路

## 地理

### 通過する自治体
- 竹田市

### 交差する道路
| 交差する道路                                         | 交差する場所             | 交差する場所      |
| ---------------------------------------------------- | ------------------------ | ----------------- |
| 大分県道30号庄内久住線 大分県道412号久住高原野津原線 | 久住町大字栢木（かやぎ） | 小倉交差点 / 起点 |
| 大野川上流広域農道 / 奥豊後グリーンロード            | 久住町大字有氏           |                   |
| 久住高原ロードパーク                                 | 久住町大字久住           |                   |
| 国道442号                                            | 久住町大字久住           | 終点              |

### 沿線
- ガンジー牧場
- くじゅう花公園